# 張達倫
張達倫（英語：Max Cheung Tat Lun，1978年10月16日—），香港男演員，前無綫電視男藝員。

## 背景
張達倫在香港島南區成長，有一名兄長。張曾就讀聖伯多祿天主教小學及余振強紀念第二中學，在校時讀書成績一般，但體育方面表現較佳。入行前曾任職電腦硬件公司營業員，2004入讀並毕业于第19期無綫電視藝員训练班並簽約成為旗下藝員。廿四歲到廿九歲期間處於事業低潮且患上面癱症。2012年參演處境劇《愛·回家》，飾演律師「嚴謹」成為主要角色之一，爲其出道以來最多戲份的劇集。2019年9月，張達倫正式加盟杜琪峯公司。
2022年6月離開無綫。

## 感情生活
張達倫曾與女藝員黎芷珊拍拖8年，2012年分手。
2016年11月，他與圈外女友兼胞兄專上學院同學陳鳳玲結婚，其妻當前已有2003年4月10日出生的女兒Chloe Tahlia Brothers，於2017年10月12日產下一子張凱碩（Zachary），別名「勁秋雞」。

## 演出作品

### 電視劇（無綫電視）
| 首播         | 劇名                 | 角色 |
| 2003至2005年 | 皆大歡喜             | 紅衣茶客（第110集）、茶客（第219集）、客（第230集）、學生（第251集）、侍應（第258、262集）、售貨員（第294集）、飛仔（第295集）、賊（第324集）、工作人員（第304集）、主持人（第336集）、消防員（第356集）、古惑仔（第382集）、Ken（第384集）、攝影師（第403集）、金毛飛（第432集） |
| 2004年       | 爭分奪秒             | 軍裝警員 |
| 2004年       | 楚漢驕雄             | 呂不韋、甘手下 |
| 2004年       | 水滸無間道           | 古惑仔（第5集） |
| 2005年       | 甜孫爺爺             | Akubi朋友 |
| 2005年       | 御用閒人             | 衙差 |
| 2005年       | 學警雄心             | 何永齊 |
| 2005年       | 老婆大人             | 庭警 |
| 2005年       | 情迷黑森林           | 劉蓮保鏢（第10集） |
| 2005年       | 開心賓館             | 同學 |
| 2005年       | 我的野蠻奶奶         | 衙差 |
| 2005年       | 妙手仁心III          | 的士司機（第10集） |
| 2005年       | 酒店風雲             | 豹手下 |
| 2005年       | 阿旺新傳             | 豹哥手下 |
| 2005年       | 随時候命             | 余世杰 |
| 2005年       | 識法代言人           | 黎志強 |
| 2006年       | 施公奇案             | 嫖客 |
| 2006年       | 潮爆大狀             | 明星 |
| 2006年       | 女人唔易做           | 記者 |
| 2006年       | 高朋滿座             | 大隻佬營友（第120集）、蔡公子 |
| 2006年       | 火舞黃沙             | 閻氏子弟 |
| 2006年       | 飛短留長父子兵       | 記者（第14集） |
| 2006年       | 男人之苦             | 搬運工人、熙工友 |
| 2006年       | 法證先鋒             | 鄭曉東同事 |
| 2006年       | 刑事情報科           | 羅翰德（Nick） |
| 2006年       | 鳳凰四重奏           | 車伕、阿Man |
| 2006年       | 滙通天下             | 李展 |
| 2006年       | 肥田囍事             | 設計師 |
| 2006年       | 賭場風雲             | 保安 |
| 2007年       | 突圍行動             | 阿松 |
| 2007年       | 迎妻接福             | 雞佬 |
| 2007年       | 亂世佳人             | 日本士兵 |
| 2007年       | 同事三分親           | 黃國昌（第288集）、程至美（第319集） |
| 2007年       | 溏心風暴             | 醫院保安 |
| 2007年       | 學警出更             | CID |
| 2007年       | 爸爸閉翳             | Duncan |
| 2007年       | 廉政行動2007         | Nora Cheung之助手（單元三《億萬信用》）、毒品調查科高級督察（單元四《過界》） |
| 2007年       | 通天幹探             | Nick |
| 2007年       | 兩妻時代             | 男徵婚者 |
| 2007年       | 奸人堅               | 囚犯 |
| 2008年       | 和味濃情             | 鍾正朋友 |
| 2008年       | 古靈精探             | 王守軒（Bosco） |
| 2008年       | 原來愛上賊           | 勇哥手下 |
| 2008年       | 法證先鋒II           | 金 |
| 2008年       | 畢打自己人           | 李多強（Herman） |
| 2008年       | 甜言蜜語             | 超哥 |
| 2008年       | 珠光寶氣             | Chris |
| 2008年       | 東山飄雨西關晴       | 鬍鬚仔 |
| 2008年       | 與敵同行             | Eric |
| 2008年       | 尖子攻略             | 收數佬（第1集） |
| 2008年       | Click入黃金屋        | 高家岳 |
| 2009年       | 桌球天王             | 蘇古哈 |
| 2009年       | ID精英               | 林啟遠 |
| 2009年       | 烈火雄心III          | 程振聲 |
| 2009年       | 幕後大老爺           | 龍大人（第15集） |
| 2009年       | 廉政行動2009         | 陳主任 |
| 2009年       | 古靈精探B            | 監製 |
| 2009年       | 老婆大人II           | 劉師華 |
| 2009年       | 盛世仁傑             | 蔡師爺 |
| 2009年       | 宮心計               | 區侍衛 |
| 2009年       | 有營煮婦             | William |
| 2009年       | 美麗高解像           | 公關 |
| 2010年       | 情人眼裏高一D        | 導演 |
| 2010年       | 秋香怒點唐伯虎       | 開 |
| 2010年       | 女人最痛             | 余漫悠第四任男友 |
| 2010年       | 天天天晴             | 金馬倫 |
| 2010年       | 讀心神探             | 軍佬 |
| 2010年       | 飛女正傳             | 盧兆偉 |
| 2010年       | 掌上明珠             | 羅子輝 |
| 2010年       | 談情說案             | 飛虎隊隊長 |
| 2010年       | 情越雙白線           | 唐律師（第2集） |
| 2010年       | 施公奇案II           | 閻伯生 |
| 2010年       | 依家有喜             | Nelson |
| 2010年       | 囧探查過界           | 凌醫生 |
| 2010年       | 翻叮一族             | Tony |
| 2010年       | 刑警                 | 阮志明 |
| 2010年       | 公主嫁到             | 鄭成勇（第22集） |
| 2010年       | 誘情轉駁             | Desmond（第5集） |
| 2011年       | 仁心解碼             | Peter |
| 2011年       | 隔離七日情           | 阿標 |
| 2011年       | Only You 只有您      | 李Sir |
| 2011年       | 女拳                 | 譚發 |
| 2011年       | 布衣神相             | 英肅殺 |
| 2011年       | 誰家灶頭無煙火       | Ben Chit、田凱之二姐夫 |
| 2011年       | 洪武三十二           | 神醫徒弟 |
| 2011年       | 點解阿Sir係阿Sir     | 駱卓文 |
| 2011年       | 怒火街頭             | 菲律賓警察 |
| 2011年       | 真相                 | 朱永輝（第4集） |
| 2011年       | 不速之約             | Raymond |
| 2011年       | 法證先鋒III          | 余中健（Wilson） |
| 2011年       | 天與地               | 堃少（第24集） |
| 2011年       | 魚躍在花見           | - |
| 2012年       | 初五啟市錄           | 徐敏豪 |
| 2012年       | 換樂無窮             | 陳森美 |
| 2012年       | 我外母唔係人         | 司機 |
| 2012年       | 結·分@謊情式         | Gordon |
| 2012年       | 當旺爸爸             | 勇（第19-20集） |
| 2012年       | 心戰                 | 黃健豪 |
| 2012年       | 衝呀！瘦薪兵團       | Dickson Au |
| 2012年       | 回到三國             | 王威 |
| 2012年       | 飛虎                 | 邱駿生 |
| 2012年       | 雷霆掃毒             | 蘇漢良 |
| 2012年       | 天梯                 | 打更六 |
| 2012-2015    | 愛·回家 (第一輯)     | 嚴謹（Richard） |
| 2013年       | 巨輪                 | 蕭偉賢 |
| 2013年       | 法外風雲             | 朱立新（Tyson） |
| 2013年       | 上海傳奇             | 顧長城手下 |
| 2013年       | 凶城計中計           | 旻手下 |
| 2014年       | 叛逃                 | 蘇浩邦（Edmond） |
| 2015-2016    | 愛·回家 (第二輯)     | 嚴謹（Richard） |
| 2016年       | 潮流教主             | 詹子華（James） |
| 2016年       | 廉政行動2016         | 洛承光（Rock） |
| 2016年       | 純熟意外             | 游天藍（Blue） |
| 2016年       | 一屋老友記           | 季思福（Seafood） |
| 2016年       | 律政強人             | 李元亨（Frankie） |
| 2016年       | 愛·回家之八時入席    | 丁子崑（Marco） |
| 2016年       | 來自喵喵星的妳       | 羅漢齊 |
| 2017年       | 迷                   | 倪哲 |
| 2017年       | 全職沒女             | 唐泛薳（Fantastic） |
| 2017年       | 不懂撒嬌的女人       | 楊金達（Oscar） |
| 2017年       | 溏心風暴3            | Kenny Chung |
| 2018年       | 平安谷之詭谷傳說     | 阮天佑 |
| 2018年       | 宮心計2深宮計        | 薛绍 |
| 2018年       | 再創世紀             | 張智健 |
| 2018年       | 大帥哥               | 李細龜 |
| 2019年       | 機動部隊2019         | 傑哥 |
| 2019年       | 白色強人             | 溫銘章（Martin） |
| 2019年       | 好日子               | 齊萬碩（Zack） |
| 2020年       | 黃金有罪             | 杜柱國 |
| 2020年       | 大醬園               | 張勇 |
| 2021年       | 失憶24小時           | 伊雲思（Evans） |
| 2021年       | 大步走               | 黎舜梵（阿梵） |
| 2021年       | 一笑渡凡間           | 冷如松（冷大人） |
| 2021年       | 欺詐劇團             | 張忠 |
| 2021年       | 刑偵日記             | Parker |
| 2022年       | 白色強人II           | 溫銘章（Martin） |
| 2022年       | 凶宅清潔師（J2首播） | 招俊鵬 |
| 2023年       | 法言人               | 邱福揚（Adam） |
| 2023年       | 疊影狙擊（優酷首播） | Roger Lee |

### 電視劇（ViuTV）
| 首播   | 劇名     | 角色   |
| 2024年 | 飛黃騰達 | Gordon |
| 2024年 | 出租大叔 | 黃長冶 |

### 綜藝節目
- 2017年：《馬家開飯》
- 2017年：《馬家過聖誕》
- 2019年：《1+1+1》
- 2023年：《夏之競技》
- 2024年：《今天只做一「健」事》

### 電影
- 2010年：志明與春嬌 飾 春嬌朋友
- 2010年：線人 飾 滄東同事
- 2010年：鎗王之王
- 2011年：Laughing Gor之潛罪犯 飾 律師
- 2016年：寒戰II
- 2022年：過時·過節（客串）飾 LK
- 2023年：電子靈（客串）飾 梁鳳蘭配偶
- 2023年：陰目偵信
- 2024年：出租家人
- 2024年：武替道
- 2024年：焚城
- 2024年：誤判
- 2025年：水餃皇后 飾 警察

### 微電影
- 2002年：百分百感覺2冬日戀曲 （飾演：Romeo）
- 2013年：舒適寧 淋巴管理啫喱膏/膠囊

### MV
- 2005年：麥浚龍 - 濛
- 2005年：吳浩康 - 第三者
- 2006年：郭芯其 - 男人不會說分手
- 2006年：容祖兒 - 摩登時代
- 2006年：劉德華 - 累鬥累
- 2006年：麥浚龍 - 成魔之路
- 2007年：泳兒 - 花無雪
- 2007年：泳兒 - 黛玉笑了
- 2007年：Freeze - 金睛火眼
- 2009年：鍾嘉欣 - 日夜想你
- 2010年：陳法拉 - 愛情轉駁

### 廣告
- Cartier 平面廣告
- G2000 平面廣告 (for Internet Only)
- 裕華國貨 平面廣告
- 香港上海滙豐銀行 平面廣告
- 渣打銀行 平面廣告
- Citibank 平面廣告
- HP 平面廣告
- AMTD 尚乘財富策劃基金 電視廣告
- 2013年：東方紅藥業 電視廣告
- 2013年：舒適寧 淋巴管理啫喱膏/膠囊 電視廣告
- 2013年：ETC Finance 物業貸款 平面廣告
- 2013年：ETC Finance 物業貸款 電視廣告
- 2014年：民政事務總署大廈管理 ─「大廈管理專業顧問服務計劃」及「居民聯絡大使計劃」－宣傳短片 電視廣告
- 2014年：民政事務總署大廈管理 ─“顧問易”大廈維修諮詢服務計劃－宣傳短片 電視廣告
- 2014年：港鐵公司「用心聽‧用心做」六條綫再加密班次 電視廣告
- 2015年：衛生署「全港愛牙運動」氟化物牙膏篇 電視廣告
- 2015年：衛生署「全港愛牙運動」口腔檢查篇 電視廣告
- 2015年：衛生署「全港愛牙運動」蛀牙篇 電視廣告

### 其他
- 2015年：香港特別行政區政府知識產權署 「知識產權管理人員計劃」形象大使

## 外部連結
- 張達倫的新浪微博
- 張達倫的Instagram帳戶